# 인슐린 유전자의 A-박스 5
인슐린 유전자의 A-박스 5(영어: A-box 5 of insulin gene) 또는 A5은 인슐린 유전자의 조절 서열이다.